# Ismaïl ibn Hammad al-Jauhari
Abu Nasr Isma'il ibn Hammad al-Jawhari ou al-Jauhari (mort en 1002 ou 1008) est l'auteur d'un dictionnaire d'arabe.

## Biographie
Il naît dans la ville d'Otrar au Turkestan (aujourd'hui dans le Sud du Kazakhstan). Il étudie la langue arabe d'abord à Bagdad puis parmi les Arabes du Hedjaz. Il s'installe ensuite dans le Nord du Khorasan (à Damghan puis à Nishapur). Il meurt à Nishapur alors qu'il essaye de s'envoler avec deux ailes en bois et une corde depuis le toit d'une mosquée, peut-être inspiré par une tentative précédente de vol en planeur d'Abbas Ibn Firnas,.

## Œuvre
Sa grande œuvre est le dictionnaire d'arabe intitulé Taj al-Lugha wa Sihah al-Arabiya, La Couronne de la Langue et l'Arabe correct, aussi connu sous le nom plus court al-Sihah fi al-Lugha, La Langue correcte, et al-Sihah. Ce dictionnaire contient environ 40 000 entrées. Il l'écrit alors qu'il vit à Nishapur. Il semblerait que le dictionnaire n'était pas terminé à la mort d'al-Jauharial-Jauhari et qu'il ait été terminé par un de ses étudiants. Al-Jawhari classe les mots dans un ordre alphabétique dans lequel la dernière lettre de la racine du mot est la clef de classement. Al-Sihah est un des principaux dictionnaire d'arabe de l'ère médiévale. De plus une grande partie de son contenu est par la suite incorporé aux dictionnaires suivants. Une grande partie de ce dictionnaire est incorporée dans le gigantesque dictionnaire du XIIIe siècle Lisan al-Arab.
Une traduction en latin est commencée par E. Scheidius mais seulement une partie apparaît à Harderwijk (1776). La traduction complète est publiée à Tabriz (1854) et au Caire (1865) et plusieurs traductions en persan ont été faites,. En 1729 les entrées de ce dictionnaire servent de base à la création d'un dictionnaire arabe/turc, le premier livre imprimé sur une presse typographique par Ibrahim Muteferrika durant l'Empire ottoman.

## Sources
- (en) John Haywood, Arabic Lexicography: Its History, and Its Place in the General History of Lexicography, 1965 (lire en ligne)
- M. J. L. Young, Religion, learning and science in the 'Abbasid period, Cambridge University Press, coll. « The Cambridge History of Arabic Literature », 1990, 587 p. (ISBN 978-0-521-32763-3, DOI 10.2277/0521327636, lire en ligne), « Arabic biographical writing »